# دورفال رودريغوس
دورفال رودريغوس (بالبرتغالية: Dorval Rodrigues) هو لاعب كرة قدم برازيلي في مركز الوسط، ولد في 26 فبراير 1935 في بورتو أليغري في البرازيل. شارك مع منتخب البرازيل لكرة القدم. أما مع النوادي، فقد لعب مع أتلتيكو باراناينسي وغريميو بورتو أليغرينزي ونادي بالميراس ونادي بانغو أتلتيكو ونادي راسينغ ونادي سانتوس.

## وصلات خارجية
- دورفال رودريغوس على موقع الاتحاد الأوربي (الإنجليزية)
- دورفال رودريغوس على موقع قاعدة بيانات كرة القدم.إي يو (الإنجليزية)
- دورفال رودريغوس على موقع ناشيونال فوتبول تيمز (الإنجليزية)
- دورفال رودريغوس على موقع Soccerway.com (الإنجليزية)
- دورفال رودريغوس على موقع عالم كرة القدم.نت (الإنجليزية)